# Datcha de Kuntsevo

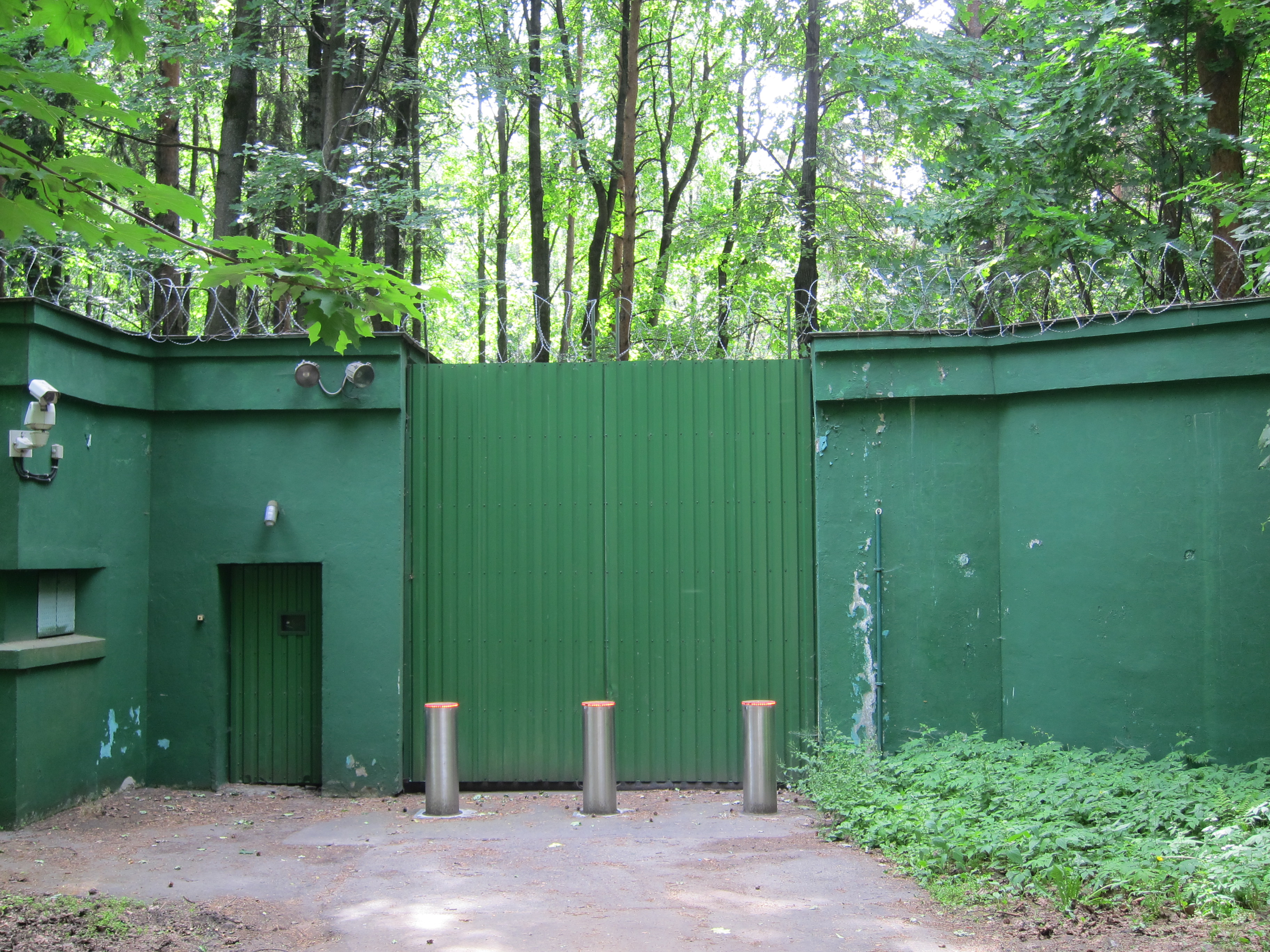
Entrada da Datcha de Kuntsevo

A Datcha de Kuntsevo era a residência pessoal de Joseph Stalin, perto da antiga cidade de Kuntsevo (então no Oblast de Moscou, e hoje no distrito moscovita de Fili-Davidkovo). Nela, Stalin viveu pelas últimas duas décadas de sua vida e morreu em 5 de março de 1953, embora tenha passado parte de seu tempo no Kremlin, onde possuía aposentos ao lado de seu escritório. A datcha está localizada dentro de uma floresta, não muito longe do moderno Parque da Vitória.
A chamada " dacha mais próxima" (Ближняя дача) foi construída em 1933-34 a partir de desenhos de Miron Merjanov. Um andar foi adicionado ao edifício original em 1943. Stalin viveu em Kuntsevo durante a Segunda Guerra Mundial, e lá ele foi anfitrião de convidados como Winston Churchill e Mao Zedong.

## Descrição
A datcha está localizada no coração de uma floresta de vidoeiro densamente arborizada. Quando habitada por Stalin, suas defesas incluíam uma cerca de dois perímetros, canhões antiaéreos de 30 milímetros camuflados, e uma força de segurança de trezentas tropas especiais da NKVD (depois de 1946, da MGB ).
O terreno continha limoeiros e macieiras, um jardim de rosas, um pequeno lago e um canteiro de melancia que Stalin gostava de cultivar. Havia também um campo de esportes para jogar gorodki.
Ao entrar na datcha, havia um saguão com dois vestiários; à esquerda, uma porta se abria para o escritório pessoal de Stalin, onde ele passava a maior parte do dia. Diretamente na frente, uma porta se abria para uma grande sala de jantar, enquanto à direita havia um longo e estreito corredor.
A sala de jantar retangular era dominada por uma longa mesa polida e coberta de tapetes rosa. Ela era decorada com imagens de Lênin e do escritor Maxim Gorky. Nessa sala, Stalin recebia o Politburo soviético para reuniões e jantares, por vezes tarde da noite, e nela decisões importantes eram tomadas com frequência. Uma porta discreta, em uma parede de um lado da sala, levava ao quarto de Stalin e a uma cozinha.
Do lado esquerdo da dacha, havia o gabinete pessoal de Stalin, com seu grande escritório de guerra, um rádio que ganhara de presente de Winston Churchill em agosto de 1942, e um sofá, onde ele preferia dormir, em vez de em seu quarto. O banheiro ficava ao lado do escritório de Stalin.
Do lado direito, um corredor longo e estreito levava a dois quartos (normalmente utilizados para acomodar hóspedes ocasionais) e, mais em frente, a uma grande varanda aberta. Stálin passava muito tempo nessa varanda, durante o inverno, usando um casaco quente de pele de carneiro e um chapéu de pele. Ele também gostava de ler livros e relatórios e alimentar os pássaros enquanto estava na varanda.
A filha de Stalin, Svetlana Alliluieva, deixou registros de que a famosa pintura Resposta dos Cossacos Zaporojianos ficava pendurada em algum lugar no térreo.
Stalin raramente visitava o segundo andar (embora houvesse um elevador instalado). Esse andar foi originalmente destinado a acomodar sua filha Svetlana, mas ela costumava ficar lá por apenas alguns dias a cada ano. Como resultado, os quartos permaneciam escuros e vazios a maior parte do tempo.
Após a morte de Stalin, o Instituto Marx-Engels-Lenin-Stalin criou uma comissão para organizar o museu de Stalin em Kuntsevo. Nikita Khrushchev descartou a ideia, e a datcha permaneceu desocupada por várias décadas.

## A datcha hoje
O prédio ainda está envolto em sigilo, e o terreno permanece cercado e fechado para visitantes comuns. No entanto, ainda é preservado em bom estado, juntamente com todos os pertences pessoais de Stalin, incluindo seu escritório com a mesa de guerra e o sofá onde dormia.
Ao se tornar presidente da Rússia em 2000, Vladimir Putin convocou os mais poderosos oligarcas da Rússia em Kuntsevo, no que foi descrito como um movimento "muito simbólico". Um participante da reunião, Mikhail Khodorkovski, disse que, convocando-os em Kuntsevo, Putin "queria que entendêssemos que nós, grandes empresários, podemos ter algum poder, mas não é nada comparado ao seu poder como chefe do Estado". Khodorkovski "não levou essa mensagem a sério" e acabou cumprindo 10 anos de prisão, sob a acusação de evasão fiscal.